# Ентоні Албаніз
Ентоні Норман Албаніз (/ˈælbəniːz/; або Албанізі, /ˌælbəˈniːzi/), також відомий як Албо (англ. Anthony Norman Albanese; нар. 2 березня 1963, Сідней, Австралія) — австралійський політичний діяч. 31-й Прем'єр-міністр Австралії з 23 травня 2022 року. Лідер Лейбористської партії з 30 травня 2019 року. Член парламенту від Грейндлера з 1996 року. Заступник прем'єр-міністра Австралії в другому уряді Кевіна Радда 2013 року. Міністр інфраструктури й транспорту з 2007 до 2013 року в урядах Кевіна Радда та Джулії Гіллард.

## Біографія

### Дитинство та родина
Народився в родині Меріанне Еллері та Карло Альбанезе. Його мати була австралійкою ірландського походження, а батько — з Барлетти, міста на півдні Італії. Прізвище його батька — Албанізі (в італійській транскрипції «Альбанезе»), є італійським. Його батьки познайомилися в березні 1962 року під час подорожі із Сіднея у Саутгемптон на кораблі TSS Fairsky компанії Sitmar Line, де його батько працював стюардом. Після недовгого роману його мати зрозуміла, що вагітна, а розповівши про це Карло, дізналась, що той не може з нею одружитись, оскільки вже заручений із дівчиною з його міста. Повернувшись додому на четвертому місяці вагітності в жовтні 1962 року, придбала обручки й взяла прізвище Албаніз, розповідаючи, що за кордоном познайомилась із чоловіком, вийшла за нього заміж, а повернулась після його загибелі в автокатастрофі. Правду Ентоні дізнався у 14 років, однак пошуки батька почав лише 2002 року, після смерті матері. З допомогою знайомих, посольства Австралії в Італії, посла Аманди Вонстон, 2009 року, уже будучи міністром інфраструктури й транспорту, він зміг знайти батька. По батьківській лінії у нього є брат і сестра.

### Раннє життя та освіта
Виріс у внутрішньо-східному передмісті Сіднея Кемпердауні разом із матір'ю та її батьками, в будинку, що перебував у власності місцевої влади. Його мати була пенсіонеркою за інвалідністю, бо страждала на хронічний ревматоїдний артрит.
Навчався в Початковій школі Святого Йозефа у Кемпердауні та Коледжі собору Святої Марії у Сіднеї. Працював у Commonwealth Bank, після цього вивчав економіку в Університеті Сіднея.
1979 року долучився до Лейбористської партії. Президент Молодих лейбористів у Новому Південному Уельсі з 1985 до 1987 року. 1989 року обійняв посаду асистента генерального секретаря Лейбористської партії в Новому Південному Уельсі, що спричинило внутрішньопартійні суперечки.

## Кар'єра

### Член парламенту (1996—нині)
Коли Джанетт МакГ'ю оголосила, що не буде повторно претендувати на місце в парламенті від Грейндлера на виборах 1996 року, Альбанезе виграв попередній відбір на місце. Авіаційний шум був великою політичною проблемою після відкриття третьої злітно-посадкової смуги в аеропорту Сіднея, а щойно створена партія No Aircraft Noise (NAN) посідала високі місця в опитуваннях у місцевих регіонах під час виборів у Новому Південному Уельсі 1995 року. Попри це, Албаніз переміг кандидата від NAN, здобувши місце в Палаті представників від Грейндлера. Після цього постійно переобирався, на виборах 2019 року здобувши 50,9 % голосів першої переваги та 66,3 % при остаточному підрахунку; його суперник від зелених Джим Кейсі здобув 22,6 % та 33,7 % відповідно. На виборах 2022 року отримав 53,6 % голосів першої переваги та 67,1 % при остаточному підрахунку; його суперниця від зелених Рейчел Джейкобс — 22,1 % та 32.9 % голосів відповідно (згідно з підрахунком 90,1 % голосів).

### Призначення в тіньовий кабінет
З жовтня 1998 до листопада 2001 року був тіньовим парламентським секретарем тіньового міністра з питань сім'ї та громадських послуг. З листопада 2001 до серпня 2002 року був тіньовим міністром старості та людей похилого віку. Із серпня 2002 року до жовтня 2004 року був тіньовим міністром служби зайнятості та навчання. Тіньовий міністр охорони навколишнього середовища та спадщини з жовтня 2004 до грудня 2006 року. Із червня 2005 до грудня 2006 року — тіньовий міністр водних ресурсів, з грудня 2006 до грудня 2007 року  — тіньовий міністр водних ресурсів та інфраструктури. З жовтня 2013 до липня 2016 року — тіньовий міністр інфраструктури та транспорту. Обіймав посаду тіньового міністра туризму зі жовтня 2013 до червня 2019 року. Тіньовий міністр міст із вересня 2014 до липня 2016 року. Тіньовий міністр інфраструктури, транспорту, міст та регіонального розвитку з липня 2016 до червня 2019 року.

### Кабінет міністрів
Після перемоги лейбористів на виборах 2007 року обійняв посаду Міністра інфраструктури й транспорту, Міністра регіонального розвитку та місцевого самоврядування, а також президента Палати представників в першому уряді Кевіна Радда. Радд разом із його урядом склав присягу 3 грудня 2007 року.
Після того як Джулія Гіллард очолила Лейбористську партію, у червні 2010 року вона склала присягу як перша жінка-прем'єр Австралії. Албаніз продовжив обіймати ті ж посади в її уряді. Коли внаслідок федеральних виборів 2010 року утворився так званий підвішений парламент, Албаніз як лідер Палати представників закликав незалежних представників підтримувати лейбористський уряд меншості Джулії Гіллард.
У червні 2013 року Гіллард програла вибори лідера лейбористів Кевіну Радду. Тоді ж Альбаніза обрали заступником лідера партії. Наступного дня він склав присягу як заступник прем'єр-міністра в другому уряді Радда. Обіймав посаду до поразки лейбористів, 18 вересня 2013 року його змінив Воррен Трасс.

### Лідер опозиції
Після принизливої поразки на виборах лідер лейбористів Білл Шортен оголосив про відставку 18 травня 2019 року. Албаніз оголосив про висунення своєї кандидатури на вибори лідера партії наступного дня. Оскільки жоден інший кандидат не висувався, Албаніз став лідером партії, а Річард Марлес — його заступником, 30 березня 2019 року.

### Прем'єр-міністр Австралії
Лейбористська партія на чолі з Албанізом перемогла на виборах 2022 року. Для формування уряду більшості було необхідно 76 місць. Лейбористи повернулись до уряду після 9 років перебування в опозиції.
Склав присягу як 31-й прем'єр-міністр Австралії 23 травня 2022 року. Албаніз став першим італійсько-австралійським прем'єр-міністром в історії країни. Привів до присяги частину свого уряду з чотирьох міністрів цього ж дня, напередодні свого від'їзду на саміт Чотиристороннього діалогу з безпеки, куди вирушив разом із новопризначеною міністеркою закордонних справ Пенні Вонґ. До тимчасового уряду ввійшли чотири ключові міністри — Річард Марлес став новим віцепрем'єр-міністром і міністром зайнятості, Джим Чалмерс — скарбником, Кеті Ґаллахер — генеральним прокурором і міністром фінансів, Пенні Вонґ — міністром закордонних справ.
30 травня за результатами ще не завершеного підрахунку стало відомо, що лейбористи отримали щонайменше 76 місць — це гарантувало їм абсолютну парламентську більшість та дало можливість сформувати однопартійний уряд. 1 червня склав присягу повний уряд Албаніза. До нового уряду ввійшла рекордна кількість жінок — 10 з 23 членів уряду, до нового кабінету також вперше ввійшли міністри, що сповідують іслам (отримали два портфеля), водночас Міністерство з корінних жителів уперше очолила жінка-аборигенка.

## Приватне життя
2000 року одружився із Кермел Тіббатт, майбутньою заступницею прем'єр-міністра Нового Південного Уельсу. Вони познайомились у Молодих лейбористах наприкінці 1980-х років. Мають сина Натана, якому на момент їхнього розлучення 2019 року виповнилося 18 років. Ентоні та Кермел розлучились у січні 2019 року.
З 2020 року перебуває у стосунках із Джоді Гейдон.

## Нотатки
1. ↑  В Австралії голосування на виборах до Палати представників відбувається за преференціальною системою: виборці мають пронумерувати кандидатів від найбільш (1) до найменш бажаного. Спочатку підраховують голоси першої переваги. Якщо у жодного з кандидатів немає абсолютної більшості (50+1% голосів), той із них, який отримав найменше голосів, вибуває з підрахунку, а його голоси розподіляють між іншими. Так продовжується доти, доки хтось із кандидатів не здобуде абсолютної більшості[16].